# Johan Gottfried Conradi
Johan Gottfried Conradi (17. april 1820 i Tønsberg – 29. september 1896 i Kristiania) var en norsk musiker. Han var bror til Andreas Conradi.
Efter at have taget farmaceutisk eksamen studerede han nogen tid medicin, men forlod snart den akademiske bane og uddannede sig som musiker. I 1844 skrev han til tekst af Henrik Wergeland en lejlighedskantate, der blev opført i Vor Frelsers Kirke i Kristiania. Fra 1848 foretog han for at vække musiksansen årlige rejser til de norske provinsbyer, hvor sangforeninger og til dels orkesterforeninger stiftedes. 1853-54 var han musikdirektør ved det kort forud oprettede Norske Teater i Kristianiia. I 1855 gik han med offentlig stipendium til Tyskland og opholdt sig her i 2 år, fornemmelig i Leipzig. Efter hjemkomsten bosatte han sig i Kristiania, hvor han 1857-59 dirigerede Abonnementskoncerternes musikopførelser; senere virkede han som musiklærer, som sanglærer ved skoler og som instruktør for Arbejdersamfundets sangforeninger, hvorfra han efteråret 1893 tog afsked. Han har skrevet musik til det ofte opførte skuespil Gudbrandsdölerne og enkelte musiknumre til andre dramatiske værker, nogle hæfter sange med klaverakkompagnement samt flere mandskor. Endelig har han udgivet Kortfattet historisk Oversigt over Musikkens Udvikling og nuværende Standpunkt i Norge, ledsaget af biografiske notitser (1878), også udgivet på fransk samme år af komiteen for Norges deltagelse i Verdensudstillingen i Paris.